# Blaasoppies
Blaasoppies (Brevicipitidae) zijn een familie van kikkers (Anura). De groep werd voor het eerst wetenschappelijk beschreven door Karel Lucien Bonaparte in 1850. Oorspronkelijk werd de wetenschappelijke naam Brevicipitina gebruikt.
De groep werd lange tijd als een onderfamilie gezien (Brevicipitinae), en is recentelijk afgesplitst van een andere familie; de Microhylidae. Er zijn 37 soorten in 5 geslachten, die leven in het zuiden en oosten van het zuidelijke deel van Afrika.

## Leefwijze
Blaasoppies danken hun naam aan het feit dat ze zich volzuigen met lucht bij verstoring. In de Engelse taal worden ze wel 'regenkikkers' genoemd vanwege het feit dat ze na een regenbui massaal tevoorschijn komen. Ze voeden zich met mieren en termieten. Ze zijn immuun voor de steken van deze insecten.

## Voortplanting
Blaasoppies zetten hun eieren niet af in oppervlaktewater maar op het land in vochtige omstandigheden. Hier ontwikkelen de eieren zich volledig tot kleine kikkertjes.

## Taxonomie
Familie Brevicipitidae
- Geslacht Balebreviceps Largen & Drewes, 1989
- Geslacht Breviceps Merrem, 1820
- Geslacht Callulina Nieden, 1911
- Geslacht Probreviceps Parker, 1931
- Geslacht Spelaeophryne Ahl, 1924